# داستان ملودی نلسون
داستان ملودی نلسون (به فرانسوی: Histoire de Melody Nelson) آلبومی مفهومی از سرژ گنزبور است که سال ۱۹۷۱ منتشر شد. این آلبوم شبه‌خودزندگینامه‌ای، تصادف خودروی رولز-رویس سیلور گوستِ گینزبورگِ میانسال با دوچرخهٔ ملودی نلسون و اتفاقات عاشقانهٔ لولیتایی متعاقبش را دنبال می‌کند.
بسیاری از منتقدان و کارشناسان موسیقی داستان ملودی نلسون را برترین و تأثیرگذارترین آلبوم سرژ گنزبور، و یکی از برجسته‌ترین آلبوم‌های فرانسوی‌زبان موسیقی عامه‌پسند دانسته‌اند.